# サウス・サターン・デルタ
サウス・サターン・デルタは（South Saturn Delta）は、アメリカのロック・ミュージシャン、ジミ・ヘンドリックスの没後に発売されたコンピレーション・アルバムである。これは、エクスペリエンス・ヘンドリックス財団によって編集され、デモテープ、未完のテイクや別のミックス、以前に発表されたもの、といった音源から成る。これらの大部分は、ヘンドリックスが彼の1970年の死の前に作業したものである。 
アルバム・タイトルは、ジミが最初のロック、R&B、ジャズの交差点を意識した曲からとられた。

## 収録曲
特記なき限りジミ・ヘンドリックス作詞・作曲。
1. ルック・オーヴァー・ヨンダー - Look Over Yonder – 3:25
2. リトル・ウィング - Little Wing – 2:44
3. ヒア・ヒー・カムス（ラヴァー・マン） - Here He Comes (Lover Man) – 6:33
4. サウス・サターン・デルタ - South Saturn Delta – 4:07
5. パワー・オブ・ソウル - Power of Soul – 5:20
6. メッセージ・トゥ・ザ・ユニバース（メッセージ・トゥ・ラヴ） - Message to the Universe (Message of Love) – 6:19
7. タックス・フリー - Tax Free (Bo Hansson, Janne Carlsson) – 4:58
8. オール・アロング・ザ・ウォッチタワー - All Along the Watchtower (ボブ・ディラン) – 4:01
9. ザ・スターズ・ザット・プレイ・ウィズ・サムス・ダイス - The Stars That Play with Laughing Sam's Dice – 4:20
10. ミッドナイト - Midnight – 5:32
11. スゥイート・エンジェル - Sweet Angel (Angel) – 3:55
12. ブリーディング・ハート - Bleeding Heart (Elmore James) – 3:15
13. パリ・ギャップ - Pali Gap – 5:08
14. ドリフターズ・エスケイプ - Drifter's Escape (ボブ・ディラン) – 3:05
15. ミッドナイト・ライトニング - Midnight Lightning – 3:07

## 参加ミュージシャン
- ジミ・ヘンドリックス - Guitar, Vocals, Bass (tracks 4, 7 and 8)
- ミッチ・ミッチェル - Drums (Tracks 1, 2, 3, 4, 6, 7, 8, 9, 10, 13 and 14)
- ノエル・レディング - Bass (Tracks 1, 3, 9 and 10)
- ビリー・コックス - Bass (Tracks 5, 6, 12, 13 and 14), Backing Vocals (Track 5)

追加的なミュージシャン
- ロッキー・アイザック（英語版） - Drums (Track 12)
- ブライアン・ジョーンズ - Percussion (Track 7)
- ラリー・リー（英語版） - Guitar (Track 6)
- デイブ・メイソン（英語版） - 12 String Guitar (Track 7)
- バディ・マイルス（英語版） - Drums and Backing Vocals (Tracks 5)
- ジュマ・サルタン（英語版） - Percussion (Track 6)
- ジェリー・ヴェレツ（英語版） - Percussion (Track 6)